# Numba (Softwarepaket)
Das Softwarepaket numba ist ein Just-in-time-Compiler für Python, der numerische Funktionen in Maschinencode übersetzt, was die Ausführung dieser Funktionen beschleunigt. Ebenso ermöglicht es die parallele Verarbeitung von NumPy-Objekten auf mehreren Kernen des Prozessors wie auch der Grafikkarte.
numba baut auf LLVM und dem Python-Paket llvmlite auf.
Das numba-Projekt wurde durch Travis Oliphant, Mitgründer von Anaconda Inc., angestoßen. Anaconda gibt die gleichnamige Python-Distribution heraus; von der Anaconda Inc. wird numba hauptsächlich entwickelt. DARPA, Intel, nvidia und AMD fördern das Projekt.

## Beispiel
Dieses Programm zeigt alle Primzahlen zwischen 1 und 500.000 an. Die einzige Veränderung gegenüber normalem Python-Code sind die Zeilen für den Import des numba-Pakets, und der Dekorator.
```
import
 
numba

import
 
math

# Sogenannter decorator; teilt mit, dass diese Funktion

# kompiliert werden soll - mit Angabe des Funktionsprototypen (die Funktion ist

# vom Typ boolean und erhält als Aufrufparameter einen uint32).

@numba
.
jit
(
numba
.
boolean
(
numba
.
uint32
))

def
 
isprime
(
n
):

    
if
 
n
 
<
 
2
:

        
return
 
False
    
# 0 und 1 sind keine Primzahlen.

    
if
 
n
 
==
 
2
:

        
return
 
True
     
# 2 ist prim

    
if
 
(
n
 
%
 
2
)
 
==
 
0
:

        
return
 
False
    
# Modulo 2 wird gesondert behandelt.

    
# Es genuegt, Teiler bis Wurzel(n) zu testen.

    
divMax
 
=
 
math
.
floor
(
math
.
sqrt
(
n
))

    
# Nur ungerade Zahlen als Teiler testen.

    
for
 
divisor
 
in
 
range
(
3
,
 
divMax
,
 
2
):

        
if
 
(
n
 
%
 
divisor
)
 
==
 
0
:

            
# Ein Teiler wurde gefunden, n kann keine Primzahl sein --> Abbruch

            
return
 
False

    
return
 
True
     
# Kein Teiler gefunden, n ist prim.

for
 
i
 
in
 
range
(
1
,
 
500000
):

    
if
 
isprime
(
i
):

        
pass
 
# nur 'pass', da ein 'print' keine Vergleichbarkeit mehr erlaubt

```

Die Laufzeit dieses Programms ist mit einer in C++ programmierten Variante vergleichbar.